# Тайра но Масакадо
Та́йра но Масака́до (яп. 平将門, たいらのまさかど; між 884 і 903  — 940) — японський політичний діяч і полководець періоду Хей'ан. Син Тайра но Йосімоті, онук Тайра но Такамоті. Прізвисько: Сома Кодзіро (相馬小二郎). Один з організаторів антиурядової смути Дзьохей-Тенґьо 935—941 років.

## Короткі відомості
Тайра но Масакадо був головою родових земель Тайра у провінції Сімоса регіону Канто у Східній Японії. Замолоду він служив в палацовій гвардії. Проявивши себе кілька разів під час придушення заворушень, Масакадо став домагатися посади начальника столичного військово-поліцейського управління (кебіїсі-те), проте йому було відмовлено, оскільки практично всі придворні посади займали вихідці з дому Фудзівара. Незадоволений їх неподільним пануванням, у 931 році Масакадо залишив службу і пішов у область Канто

Через земельну сварку із дядьком Тайра но Куніка він убив його у 935 році, чим викликав збройні протести зі сторони інших родичів. Масакадо також дав втягнути себе у внутрішню боротьбу земельної знаті інших родів, що призвело до формування в Канто анти-масакадівської опозиції. У результаті серій успішних виправ і походів проти її лідерів (Мінамото та східних Тайра), Масакадо захопив ворожі землі, а також знищив державні провінційні адміністрації провінцій Харіма, Кодзуке і Сімоцуке, на які спиралися опозиціонери.
Здобувши контроль над більшою частиною регіону Канто (у 939 році йому належало 8 провінцій) і маючи підтримку місцевого самурайства, він вирішив створити незалежну державу і проголосив себе Новим Імператором (新皇, сінно) під ім'ям Хей. Масакадо заклав свою столицю у місцевості Іваї повіту Сасіма провінції Сімоса. Він також сформував чиновницький апарат і міністерства зі своїх підлеглих.
У 940 році японський центральний уряд вислав каральну армію проти Масакадо під проводом лідерів кантоської знаті: Тайра но Садаморі та Фудзівари но Хідесато. Вони мали чисельну перевагу над військом місцевих самураїв і розбили його. Масакадо загинув у бою, збитий з коня стрілою у лоб. Його голову було відвезено до японської столиці і виставленно на показ перехожим.